# Роупер, Ричард
Ричард Э. Роупер (англ. Richard E. Roeper, род. 17 октября 1959 года, Чикаго, штат Иллинойс) ― американский журналист и кинокритик газеты Chicago Sun-Times. Он был одним из ведущих программы At the Movies с 2000 по 2008 год, став преемником Джина Сискела. С 2010 по 2014 год был одним из организаторов шоу The Roe and Roeper Show.
19 октября 2015 года Роупер был выбран новым ведущим утреннего шоу на канале FOX 32 Good Day Chicago. Он был ведущим до октября 2017 года.

## Юность
Роупер родился в Чикаго, штат Иллинойс. Он вырос в южном пригороде Долтона, штат Иллинойс, и учился в средней школе Торнриджа, затем окончил Университет штата Иллинойс со степенью бакалавра журналистики.

## Карьера
Роупер начал работать обозревателем в газете Chicago Sun-Times в 1987 году. Темы его колонок варьировались от политики до средств массовой информации и развлечений.
Он также написал семь книг на самые разные темы ― от фильмов до городских легенд, теорий заговора и Чикаго Уайт Сокс. В 2009 году Роупер принял участие в шоу Говарда Стерна и рассказал, что написал книгу об азартных играх под названием Bet the House , которая была выпущена в первом квартале 2010 года. 
Роупер был радиоведущим на WLS AM 890 в Чикаго. Он также вел шоу на WLUP-FM, WLS-FM и WMVP-AM в Чикаго. Получил три премии Эмми за свои новостные комментарии на телеканале Fox в 1990-х годах и был кинокритиком CBS в Чикаго в течение трех лет в начале 2000-х. В 1992 году он получил национальную премию Хедлайнер как лучший газетный обозреватель в стране, а агентство Ассошиэйтед Пресс неоднократно признавало его лучшим обозревателем в Иллинойсе.
Его колонки были синдицированы газетой Нью-Йорк Таймс для публикаций по всему миру. Роупер писал для ряда журналов, в том числе Esquire, Spy, TV Guide, Playboy, Maxim и Entertainment Weekly. Однажды он был назван одним из самых завидных холостяков журнала People.
Он был частым гостем на таких шоу, как The Tonight Show, Live with Kelly and Ryan, The O'Reilly Factor. Также вел документальный сериал Starz Inside, который транслировался в сети Starz. Роупер снялся в первой серии пятого сезона сериала «Красавцы». 
В феврале 2009 года Роупер запустил свой собственный веб-сайт, на котором представлены обзоры фильмов, записи в блогах, фотографии и сообщения в Twitter. В декабре 2009 года он запустил раздел видео, в котором публиковались обзоры фильмов на камеру. Сегменты видео изначально были созданы в партнерстве с кабельным каналом Starz premium. Роупер объявил, что обзоры появятся сначала на его сайте, а затем на канале Starz.
В октябре 2015 года он присоединился к команде утреннего телешоу Fox Chicago. Он продолжает просматривать фильмы для Chicago Sun-Times, а также публикует видео своих обзоров на YouTube. Роупер ушел с утреннего телевидения Fox Chicago 18 октября 2017 года.
Роупер был отстранен от работы в Sun-Times 29 января 2018 года в ожидании расследования утверждений о том, что он приобрел подписчиков в Twitter. 2 февраля газета Sun-Times опубликовала заявление, в котором говорится, что их расследование показало, что Роупер приобрел более 25 000 поддельных подписчиков. Позже он был восстановлен газетой, хотя от него требовалось начать использовать новую учетную запись, в которой ему было явно запрещено покупать подписчиков.